# Wolfgang Stops
Wolfgang Stops (* 12. Juli 1925) war Fußballspieler in Halle (Saale). Mit der BSG Turbine Halle wurde er 1952 DDR-Fußballmeister.

## Sportliche Laufbahn
Stops gehörte zu den Fußballspielern der ersten Stunde nach dem Zweiten Weltkrieg in Halle. 1946 schloss sich der 21-jährige der Sportgemeinschaft Giebichenstein an, die die Nachfolge des aufgelösten VfL Halle 96 angetreten hatte. Mit der SG konnte Stops nur die von der sowjetischen Besatzungsmacht zugelassenen eng begrenzten regionalen Wettkämpfe bestreiten, die sich auf den Stadtkreis Halle beschränkten. Für die später überregional zugelassenen Meisterschaften konnte sich die SG, später auch ihr Nachfolger ZSG Genossenschaften Halle, nicht qualifizieren. Nach einem kurzen Zwischenspiel bei der ebenfalls im Fußball unbedeutenden Betriebssportgemeinschaft (BSG) Stahl Halle schloss sich Stops 1951 dem Oberligisten BSG Turbine Halle an.
Stops’ erste Oberligasaison 1951/52 verlief durchwachsen, als einer der Titelanwärter kam Turbine am Ende nur auf Platz sechs. Mit fast unverändertem Aufgebot konnten die Hallenser in der Spielzeit 1951/52 ihrer Favoritenrolle gerecht werden und wurden souverän DDR-Meister. Dass sie die meisten Tore aller 19 beteiligten Mannschaften schossen, hatten sie vor allem ihrem kantigen Mittelstürmer Stops zu verdanken. Obwohl er nur 29 der 36 ausgetragenen Punktspiele bestritten hatte, erzielte er mit 24 Toren fast ein Drittel der Hallenser Tore. Damit landete er auch auf Platz vier der Oberliga-Torschützenliste. Völlig unerklärlich rutschte die Turbine-Mannschaft in der Saison 1952/53 auf Platz 13 ab, lange gegen den Abstieg kämpfend. Auch bei Stops lief es nicht gewohnt, er konnte sich nicht einmal unter den besten zehn Oberliga-Torschützen platzieren. Nach dem niedergeschlagenen Volksaufstand vom 17. Juni 1953 war Stops einer der wenigen Stammspieler, die nicht nach Westdeutschland abwanderten. Mit der neu zusammengestellten Mannschaft sorgte er dafür, dass in der Saison 1953/54 mit Platz acht der Klassenerhalt sicher geschafft wurde.
Als im Herbst 1954 die Turbinemannschaft genötigt wurde, sich dem neu gegründeten SC Chemie Halle-Leuna anzuschließen, verweigerte sich Stops. Der 29-Jährige blieb bei der BSG Turbine, die mit ihrer bisherigen 2. Mannschaft in der drittklassigen, später viertklassigen Bezirksliga Halle spielen musste. Da Stops auch später nicht mehr in die DDR-Oberliga zurückkehrte, kommen auf sein Konto nur 82 Oberligaspiele mit 37 Toren.